# Amar Daoud
Amar Daoud, né le 22 août 1967, est un handballeur algérien.

## Biographie
Après sa carrière de joueur, Daoud Amar a notamment été entraineur des gardiens des équipes nationales algériennes U-19 et U-21.

## Palmarès

### avec l'Équipe d'Algérie
- Vainqueur de la Coupe intercontinentale en 1998
- Finaliste du Championnat d'Afrique des nations 1998
- 15e au championnat du monde 1999 ( Égypte)
- 10e place aux Jeux olympiques de 1996

### En club
- Vainqueur du Champion d'Algérie : 1985 (avec Nadit Alger )
- Vainqueur de la Coupe d'Algérie en 1985 (avec Nadit Alger )
  - Finaliste : 1991

- Vainqueur du Championnat arabe des clubs champions : 1985 (avec Nadit Alger )
- Finaliste de la Coupe d'Algérie en 1995 (avec IRB/ERC Alger  )

## Entraineur des gardiens
Championnats d'Afrique
- Médaille d'argent au championnat d'Afrique 2012 ( Maroc)
- 6e place du  Championnat d'Afrique  2018 ( Gabon)

Championnats du monde
- 17e au championnat du monde 2013 ( Espagne)

Championnats du monde junior et jeunes
- 14e au Championnat du monde jeunes 2007 ( Bahreïn)
- 19e au Championnat du monde junior 2009 ( Égypte)
- 14e au Championnat du monde jeunes 2009 ( Tunisie)
- 14e au  Championnat du monde junior  2011 ( Grèce)
- 23e au Championnat du monde jeunes 2015 ( Russie)

Championnat d'Afrique  junior et jeunes
- 4e au Championnat d'Afrique jeunes 2010  ( Gabon)
- 7e au Championnat d'Afrique jeunes 2012 ( Côte d'Ivoire)
- 4e au Championnat d'Afrique jeunes 2018 ( Maroc)

Autres
- 7e aux Jeux méditerranéens 2018 ( Espagne)
- Médaille d'argent aux Jeux africains de la jeunesse en 2018 ( Algérie)
- 4e aux Jeux africains 2019  ( Maroc)
- 5e au Championnat de Méditerranée des moins de 17 ans 2019  ( Égypte)